# Christian Friedrich Germershausen

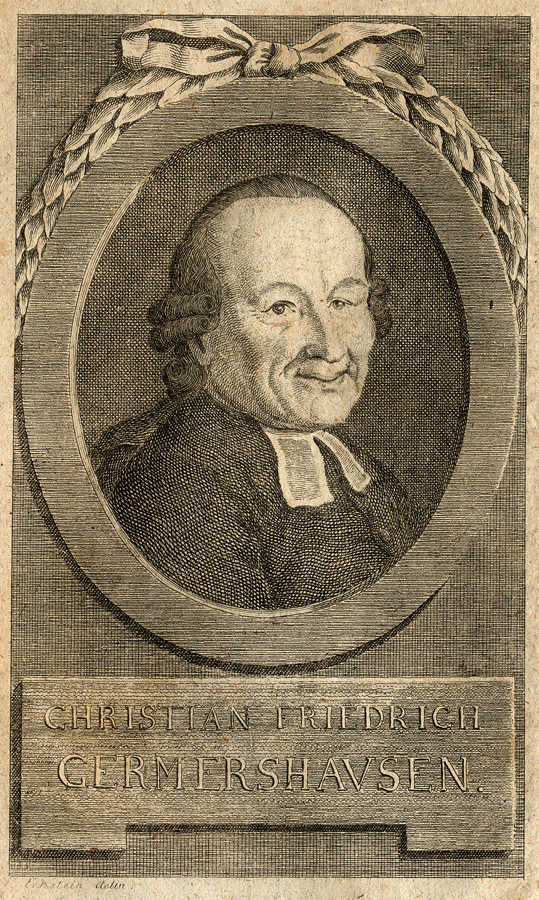
Christian Friedrich Germershausen

Christian Friedrich Germershausen (* 18. Februar 1725 in Schlalach; † 22. Mai 1810 ebenda) war ein deutscher evangelischer Geistlicher und als land- und hauswirtschaftlicher Schriftsteller der letzte Repräsentant der eigentlichen Hausväterliteratur in Deutschland.

## Leben
Germershausen entstammte einer evangelischen Pastorenfamilie. Sein Großvater war der Pastor Christian Germershausen, seine Eltern der Pastor von Schlalach Johann Christian Germershausen (1689–1748) und dessen Ehefrau Elisabeth Hövel, eine Tochter des Pastors von Berge Johann Christian Hövel.
Germershausen heiratete 1751 in Treuenbrietzen Dorothea Günther († 1781), Kinder sind nicht bekannt.
Er wirkte bis kurz vor seinem Tod in der Pfarrstelle, die schon sein Vater innegehabt hatte. 1791 gehörte er zu den Gründern der Märkischen Ökonomischen Gesellschaft zu Potsdam.
Im erstmals 1778 veröffentlichten, populären Ratgeber Hausmutter analysiert er das Bild der Hausfrau im 18. Jahrhundert. Auf über 4.500 Seiten gibt er Tipps und Anleitungen für den Haushalt; angefangen mit Kochen und Konservieren über Betriebsmanagement bis hin zu Eheführung und Kindererziehung.
Seine Ehe ab 1751 mit Dorothea Günther († 1781) blieb wahrscheinlich kinderlos. Germershausen adoptierte einen Sohn seines früh verstorbenen Kollegen Bandow in Luckenwalde; dieser wurde 1807 sein Nachfolger.

## Veröffentlichungen (Auswahl)
- Die kluge und wohl-erfahrne Haus-Mutter
- Die Hausmutter in allen ihren Geschäfften, 5 Bde., 1777–1785[2]
- Ueber Industrieschulen auf dem platten Land, besonders in Hinsicht der Baumzucht
- Ueber die Benutzung der Häute von zahmen Schweinen
- Ökonomisches Reallexicon : worinn alles was nach den Theorien und erprobten Erfahrungen der bewährtesten Oekonomen unsrer Zeit zu wissen nöthig ist in alphabetischer Ordnung zusammengetragen (2 Bände)
  - erster Band (1795)
  - zweiter Band (1796)